# Enyalius (gênero)
Enyalius é um gênero de lagartos da família Leiosauridae. O gênero é endêmico no Brasil e Uruguai.

## Espécies
- Enyalius bibronii Boulenger, 1885
- Enyalius bilineatus (A.M.C. Duméril & Bibron, 1837)
- Enyalius boulengeri Etheridge, 1969
- Enyalius brasiliensis (Lesson, 1830)
- Enyalius capetinga Breitman et al., 2018
- Enyalius catenatus (Wied, 1821)
- Enyalius erythroceneus Rodrigues, de Freitas, Santos Silva & Viña Bertolotto, 2006
- Enyalius iheringii Boulenger, 1885
- Enyalius leechii (Boulenger, 1885)
- Enyalius perditus Jackson, 1978
- Enyalius pictus (Schinz, 1822)